# Adrien Lucet
Désiré Adrien Lucet, né le 27 octobre 1858 à Courtenay et décédé le 6 décembre 1916 à Paris, est un médecin vétérinaire français.
Diplômé de l'École vétérinaire d'Alfort, il exerce d'abord comme vétérinaire dans le Loiret. Appelé par Auguste Chauveau, il devient assistant à la chaire de pathologie comparée au Muséum d'histoire naturelle de Paris en 1907. Il est élu à l'Académie de médecine en 1910.
En 1916 il succède à Maurice Caullery à la présidence de la Société zoologique de France.
Il reçoit une "Mention honorable" de la part du comité d'attribution du prix Barbier en 1906.